# Adrien Ranvier
Pour les articles homonymes, voir Ranvier.
Adrien Ranvier, né le 22 mars 1867 à Paris 3e et mort le 18 septembre 1905 à Asnières (Seine), est un féministe et historien français, architecte de profession. Il a étudié l'implication des femmes dans la Commune de Paris de 1871 pour la Revue féministe ainsi que Jeanne Deroin, féministe et socialiste quarante-huitarde. Il a participé à quatre Congrès féministes de 1889 à 1900.

## Biographie
Adrien Ranvier est le fils de Gabriel Ranvier. Son père, blanquiste, est élu de la Commune de Paris et doit s'exiler à Londres en 1871 ; son frère Henri, de dix ans son aîné, participe aussi aux évènements et est incarcéré quelques mois. Ils sont élevés à Asnières (Seine, aujourd'hui Hauts-de-Seine) par Eliska Vincent et sa sœur Florestine Mauriceau, deux militantes féministes. Adrien fait ses études à Melun.
Adrien Ranvier épouse en 1892 à Londres Marie-Louise Arnaud, fille de l'ancien élu de la Commune Antoine Arnaud. C'est là qu'il rencontre, par l'entremise de Louise Michel, Jeanne Deroin. Celle-ci lui confie des manuscrits sur la révolution de 1848 à laquelle elle avait pris part. À Londres, il étudie différents écrits sur la Commune, dont il tire plusieurs articles sur les revendications des femmes durant l'insurrection pour la Revue féministe. Ranvier participe aux Congrès féministes de 1889, 1892, 1896 et 1900.
En tant qu'architecte, il est attaché à l'Exposition universelle de 1900 de Paris comme vérificateur des travaux du Petit Palais. Il dirige ensuite des travaux en Tunisie pendant dix-huit mois avant d'être nommé inspecteur des travaux de l'Assistance publique à l'hospice de Brévannes (Seine-et-Oise, aujourd'hui Val-de-Marne). Il meurt prématurément le 18 décembre 1905 à l'âge de 38 ans à Asnières. Il est inhumé dans la même commune.
Il consacre sa dernière étude à « une féministe de 1848 : Jeanne Deroin », qui est publiée à titre posthume en 1908 par le Bulletin de la Société d'histoire de la Révolution de 1848. Sa collection de lettres et d'écrits a disparu depuis.